# Peter Wilhelm Friedrich von Voigtländer
Peter Wilhelm Friedrich von Voigtländer (Viena, 17 de novembro de 1812 — Brunsvique, 8 de abril de 1878) foi um óptico e pioneiro da fotografia austríaco.